# Barnaba Medici
Pour les articles homonymes, voir Médicis (homonymie).
Barnaba Medici, aussi appelé Barnabas Medici, né à Côme en 1778 et mort le 4 mars 1859 à Saint-Pétersbourg, est un peintre et décorateur néo-classique italien actif dans l'Empire russe.

## Biographie
Barnaba Medici naît en 1778 à Côme. Il devient peintre à la cour de Russie.
Medici est élu membre de l'Académie de Saint-Pétersbourg en 1811. Il meurt le 4 mars 1859 dans la même ville.

## Œuvres
Barnaba Medici a décoré plusieurs salles du palais Mikhaïlovski, aujourd'hui partie du Musée russe. Il est enterré au cimetière luthérien de Saint-Pétersbourg.
Il œuvre aussi dans la Petite Salle de trône du Palais d'Hiver (en) en créant des peintures de la bataille de Poltava et de la bataille de Lesnaya avec Pietro Scotti (it).